# Communauté de communes du Pays de Vendôme
Die Communauté de communes du Pays de Vendôme ist ein ehemaliger französischer Gemeindeverband mit der Rechtsform einer Communauté de communes im Département Loir-et-Cher in der Region Centre-Val de Loire. Sie wurde am 9. Dezember 1993 gegründet und umfasste zwölf Gemeinden. Der Verwaltungssitz befand sich in der Stadt Vendôme.

## Historische Entwicklung
Mit Wirkung vom 1. Januar 2017 fusionierte der Gemeindeverband mit
- Communauté de communes du Vendômois Rural,
- Communauté de communes Vallées Loir et Braye und
- Communauté de communes Beauce et Gâtine

und bildete so die Nachfolgeorganisation Communauté d’agglomération Territoires Vendômois.

## Ehemalige Mitgliedsgemeinden
1. Azé
2. Coulommiers-la-Tour
3. Danzé
4. Faye
5. Lunay
6. Marcilly-en-Beauce
7. Rahart
8. Saint-Firmin-des-Prés
9. Saint-Ouen
10. Thoré-la-Rochette
11. Vendôme
12. La Ville-aux-Clercs